# Arthrocnemum variiflorum
Arthrocnemum variiflorum är en amarantväxtart som beskrevs av Charles Edward Moss. Arthrocnemum variiflorum ingår i släktet Arthrocnemum och familjen amarantväxter. Inga underarter finns listade i Catalogue of Life.